# Vologaeses VI.

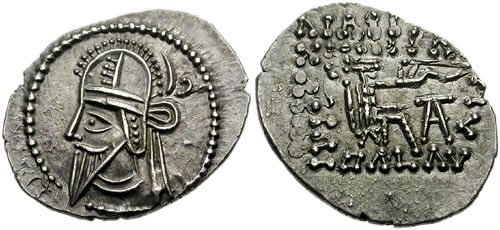
Münze von Vologaeses VI., aus Ekbatana

Vologaeses VI. (auch Balāš bzw. Valgāš sowie Volagaises) war ein parthischer König, der von etwa 207/208 bis etwa 227/28 regierte. Er wird in der Forschung teils auch als Vologaeses V. gezählt.

## Leben
Vologaeses VI. war der Sohn Vologaeses’ V., dessen Nachfolge er antrat. Über seine Herrschaft ist nur sehr wenig bekannt. Er hatte ab etwa 213 gegen seinen jüngeren Bruder Artabanos IV. zu kämpfen, der Medien kontrollierte, in Ekbatana Münzen prägen ließ und versuchte, die Macht im Partherreich an sich zu reißen. Vologaeses verlor offenbar bald die Kontrolle über den größten Teil des Reiches. Dies war spätestens 216 der Fall, als der römische Kaiser Caracalla in das Partherreich einfiel. 215 hatte Caracalla noch von Vologaeses gefordert, einen griechischen Philosophen namens Antiochos und einen gewissen Tiridates – wohl ein armenischer Prinz – auszuliefern, Vologaeses war der Forderung nachgekommen. Im Jahr darauf jedoch wies Artabanos eine an ihn gerichtete Forderung Caracallas ab, dem Kaiser eine parthische Prinzessin als Gemahlin zu schicken. Daraus kann man schließen, dass Vologaeses 216 Artabanos unterlegen war und keine bedeutende Rolle mehr spielte, wenn auch noch bis 221/222 in Seleukeia am Tigris Münzen des Vologaeses geprägt wurden.
Das 216 in Parthien eindringende römische Heer gelangte bis nach Arbela, wo die Gräber der dortigen Herrscher, die parthische Vasallen waren, geschändet wurden. 217 wurde Caracalla von eigenen Truppen ermordet, ohne dass der Partherkrieg im eigentlichen Sinne begonnen hätte; der neue Kaiser Macrinus erlitt eine Niederlage gegen Artabanos und musste 218 Frieden schließen. Kurze Zeit später rebellierte Ardaschir I., der lokale König der Persis, gegen seinen Landesherren Artabanos, den er 224 besiegte und tötete. Anschließend eroberte Ardaschir weite Teile des Partherreichs und begründete das neupersische Sassanidenreich. Vologaeses VI. konnte sich vielleicht noch bis 226 oder 227/28 halten und aus der Niederlage des Artabanos kurzzeitig Nutzen ziehen, doch verliert sich dann seine Spur.